# ماشونا واشینگتن
ماشونا واشینگتن (انگلیسی: Mashona Washington؛ زاده ۳۱ مهٔ ۱۹۷۶) یک تنیس‌باز اهل ایالات متحده آمریکا است.